# Shantipur (Ilam)
Shantipur (nepalski: शान्तिपुर) – gaun wikas samiti we wschodniej części Nepalu w strefie Meći w dystrykcie Ilam. Według nepalskiego spisu powszechnego z 2001 roku liczył on 1048 gospodarstw domowych i 5120 mieszkańców (2516 kobiet i 2604 mężczyzn).